# Rappresentazione (diritto)
La rappresentazione è un istituto concernente  la successione a causa di morte col quale i discendenti (legittimi, naturali, legittimati o adottivi) subentrano nel luogo e nel grado del loro ascendente là dove questi non possa o non voglia accettare l'eredità (o il legato) del de cuius.
L'istituto della rappresentazione è previsto nel Libro II, Titolo primo, Capo IV del codice civile, dagli articoli da 467 a 469.

## Nozione e fondamento
La rappresentazione ha luogo, nella linea retta solo a favore dei discendenti dei figli legittimi, legittimati e adottivi, nonché dei discendenti dei figli naturali del defunto, e, nella linea collaterale, a favore dei discendenti dei fratelli e delle sorelle del defunto.
Presupposto fondamentale della rappresentazione è la mancanza di disposizioni sostitutive (che prevalgono su di essa nel caso di successione testamentaria). La rappresentazione si estende all'infinito (ai discendenti senza limiti di grado).